# 마르셀 라이히라니츠키

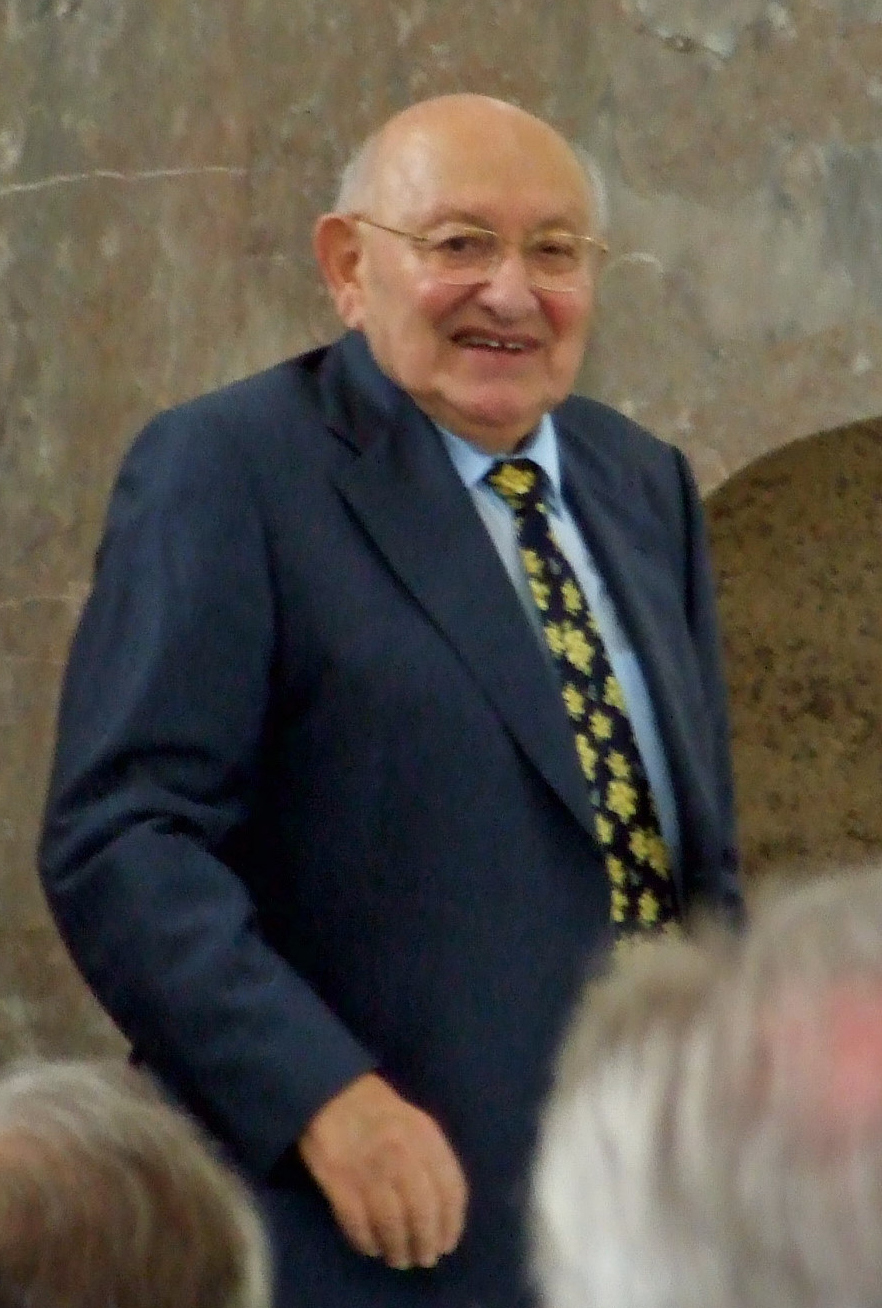
마르셀 라이히라니츠키(2007년)

마르셀 라이히라니츠키(독일어: Marcel Reich-Ranicki, 1920년 6월 2일 ~ 2013년 9월 18일) 혹은 마르첼리 레이흐(폴란드어: Marceli Reich)는 폴란드 태생의 독일인 문학 평론가로 47그룹의 회원이다. 그는 독일 문학계에서 가장 영향력있는 사람 중 하나로, 독일인들은 그를 "문학 교황"으로 칭한다.

## 저서
- 《작가의 얼굴 - 어느 늙은 비평가의 문학 이야기》, 문학동네, 2013
- 《나의 인생 - 마르셀 라이히라니츠키 자서전, 어느 비평가의 유례없는 삶》, 문학동네, 2014
- 《내가 읽은 책과 그림》, 씨앗을뿌리는사람, 2004
- 《사로잡힌 영혼》, 빗살무늬, 2002

## 같이 보기
- 독일 문학